# Philip Sabin
Philip A. G. Sabin (1959) és un historiador militar britànic, professor d'Estudis Estratègics al Departament d'Estudis Militars del King's College de Londres.

## Biografia
Sabin és membre del Taller de Poder Aeri del CAS, un petit grup de treball d'acadèmics i altres teòrics convocat pel Cap de l'Estat Major de l'Aire. Així mateix, és membre del Grup Consultiu Acadèmic del Centre d'Estudis en Poder Aeri i Espacial de la Royal Air Force. Entre els seus llibres sobre la guerra moderna hi ha The Future of United Kingdom Air Power (1988). Les seves obres sobre guerra antiga inclouen Lost Battles: Reconstructing the Great Clashes of the Ancient World (2008), descrit com a «fresc i captivador» per la Michigan War Studies Review, i The Cambridge History of Greek and Roman Warfare (coeditat amb Hans van Wees i Michael Whitby, 2008). Aquest últim ha estat elogiat en la Bryn Mawr Classical Review, que en digué: «Tant els editors com els autors es mereixen una felicitació pels seus esforços per crear aquesta important obra de referència», una «obra ben treballada [i] repleta de detalls fascinants».
Entre els articles de Sabin hi ha «The Mechanics of Battle in the Second Punic War», al Bulletin of the Institute of Classical Studies, i «Perspectives within the Profession», a Air Power Review.
El 2010 publicà un article de discussió RAF CAPS titulat «The Current and Future Utility of Air and Space Power». Aquest article fou republicat com a «punt de vista» a Air Power Review el 2010.
El 2011, Sabin publicà «The Benefits and Limits of Computerization in Conflict Simulation» a Literary & Linguistic Computing.
El seu llibre més recent és Simulating War: Studying Conflict Through Simulation Games (Continuum, 2012. ISBN 978-1441185587). El revisor del Times Higher Education en digué: «Sabin ha escrit el llibre més fàcil de llegir que ha sortit sobre aquest tema en molt de temps. Està ben escrit, és entretingut i presenta una gran quantitat de material original i idees noves en l'àmbit del disseny de jocs de guerra».

## Llibres
Sabin ha publicat llibres, articles i articles de conferències, incloent-hi:
- The Third World War Scare in Britain: A Critical Analysis (Palgrave Macmillan, 1986. ISBN 978-0333407783).
- The Future of United Kingdom Air Power (1988).
- Philip Sabin i Michael Clarke, editors, British Defence Choices for the Twenty-first Century: A Centre for Defence Studies Book (Brassey's, 1993. ISBN 978-1857530889).
- Philip Sabin, Michael Whitby i Hans van Wees, editors, Cambridge History of Greek and Roman Warfare: Volume I: Greece, the Hellenistic World and the Rise of Rome Cambridge (Cambridge University Press, 2007).
- Philip Sabin, Michael Whitby i Hans van Wees, editors, Cambridge History of Greek and Roman Warfare: Volume II: Rome from the Late Republic to the Late Empire (Cambridge University Press, 2007).
- Lost Battles: Reconstructing the Great Clashes of the Ancient World (2008. ISBN 978-0826430151).
- Simulating War: Studying Conflict Through Simulation Games (Continuum, 2012. ISBN 978-1441185587).